# Lotto Cycling Cup pour Dames
La Lotto Cycling Cup pour Dames est une compétition organisée depuis 2011 rassemblant des courses cyclistes belges du calendrier UCI, dont le nombre peut varier selon les années. Elle était à l'origine réservée aux coureuses de nationalité belge, c'est donc une sorte de Coupe de Belgique féminine.

## Courses de la Lotto Cycling Cup
Ce tableau liste toutes les courses ayant fait partie de la Lotto Cycling Cup.
| Course                                 | Ville          | 2011 | 2012 | 2013 | 2014 | 2015 | 2016 | 2017 | 2018 | 2019 | 2020 |
| -------------------------------------- | -------------- | ---- | ---- | ---- | ---- | ---- | ---- | ---- | ---- | ---- | ---- |
| Erondegemse Pijl                       | Erpe-Mere      | X    | X    | X    | X    | X    | X    | X    | X    | X    | X    |
| Omloop van het Hageland                | Tielt-Winge    | X    | X    | X    | X    | X    | X    | X    | X    | X    | X    |
| Grand Prix international de Dottignies | Dottignies     | X    | X    | X    | X    | X    | X    | X    | X    | X    |      |
| Gooik-Geraardsbergen-Gooik             | Gooik,Grammont | X    | X    |      |      |      |      |      |      |      |      |
| Knokke-Bredene                         | Knokke-Bredene | X    | X    | X    |      |      |      |      |      |      |      |
| Halle-Buizingen                        | Hal-Buizingen  | X    | X    |      |      |      |      |      |      |      |      |
| Breendonk                              | Breendonk      | X    |      |      |      |      |      |      |      |      |      |
| Tour de Belgique féminin               |                |      | X    | X    |      |      |      |      |      |      |      |
| Le Samyn des Dames                     | Quaregnon-Dour |      | X    | X    | X    | X    | X    |      |      | X    | X    |
| Dwars door de Westhoek                 | Boezinge       |      |      |      | X    | X    | X    | X    | X    | X    | X    |
| Trofee Maarten Wynants                 |                |      |      |      | X    | X    | X    | X    | X    | X    | X    |
| Diamond Tour                           | Nijlen         |      |      |      | X    | X    | X    | X    | X    | X    | X    |
| Keukens van Lommel Ladies Classic      |                |      |      |      |      |      | X    |      |      |      |      |
| GP Sofie Goos                          | Anvers         |      |      |      |      |      |      |      | X    |      |      |
| Flanders Ladies Classic-Sofie De Vuyst | Steenhuize     |      |      |      |      |      |      |      | X    | X    | X    |
| MerXem Classic                         |                |      |      |      |      |      |      |      |      | X    |      |
| Ronde de Mouscron                      |                |      |      |      |      |      |      |      |      |      | X    |
| 2 Districtenpijl                       |                |      |      |      |      |      |      |      |      |      | X    |
| GP Beerens                             |                |      |      |      |      |      |      |      |      |      | X    |

## Palmarès
| Année | Vainqueur          | Deuxième              | Troisième          |
| ----- | ------------------ | --------------------- | ------------------ |
| 2011  | Liesbet De Vocht   | Sofie De Vuyst        | Evelyn Arys        |
| 2012  | Liesbet De Vocht   | Kaat Hannes           | Maaike Polspoel    |
| 2013  | Sofie De Vuyst     | Kelly Druyts          | Céline Van Severen |
| 2014  | Sofie De Vuyst     | Liesbet De Vocht      | Valerie Demey      |
| 2015  | Sofie De Vuyst     | Kaat Van der Meulen   | Kaat Hannes        |
| 2016  | Kelly Druyts       | Monique van de Ree    | Valerie Demey      |
| 2017  | Monique van de Ree | Jolien D'Hoore        | Eva Buurman        |
| 2018  | Lorena Wiebes      | Janine van der Meer   | Evy Kuijpers       |
| 2019  | Daniela Gaß        | Kathrin Schweinberger | Lotte Kopecky      |
| 2020  |                    |                       |                    |
| 2021  |                    |                       |                    |

## Édition 2020
| Lotto Cycling Cup pour Dames 2020 | Lotto Cycling Cup pour Dames 2020 | Lotto Cycling Cup pour Dames 2020              | Lotto Cycling Cup pour Dames 2020 | Lotto Cycling Cup pour Dames 2020 | Lotto Cycling Cup pour Dames 2020 | Lotto Cycling Cup pour Dames 2020 | Lotto Cycling Cup pour Dames 2020 |
| Date                              | Pays                              | Course                                         | Classe                            | Vainqueur                         | Deuxième                          | Troisième                         |                                   |
| --------------------------------- | --------------------------------- | ---------------------------------------------- | --------------------------------- | --------------------------------- | --------------------------------- | --------------------------------- | --------------------------------- |
| 1 mars                            | Belgique                          | Omloop van het Hageland                        | 1.1                               | Lorena Wiebes                     | Marta Bastianelli                 | Emma Norsgaard                    |                                   |
| 3 mars                            | Belgique                          | Le Samyn des Dames                             | 1.2                               | Chantal van den Broek-Blaak       | Christine Majerus                 | Lotte Kopecky                     |                                   |
| 13 avr.                           | Belgique                          | Ronde de Mouscron                              | 1.2                               | annulé/abandonné                  |                                   |                                   |                                   |
| 10 mai                            | Belgique                          | Trofee Maarten Wynants                         | 1.1                               | annulé/abandonné                  |                                   |                                   |                                   |
| 7 juin                            | Belgique                          | Dwars door de Westhoek                         | 1.1                               | annulé/abandonné                  |                                   |                                   |                                   |
| 14 juin                           | Belgique                          | Diamond Tour                                   | 1.1                               | annulé/abandonné                  |                                   |                                   |                                   |
| 5 juill.                          | Belgique                          | Argenta Classic-2 Districtenpijl Ekeren-Deurne | 1.2                               | annulé/abandonné                  |                                   |                                   |                                   |
| 15 août                           | Belgique                          | Flanders Ladies Classic-Sofie De Vuyst         | 1.2                               | annulé/abandonné                  |                                   |                                   |                                   |

## Partenaire
La loterie nationale belge est partenaire de l'épreuve.